# Patrick Sébastien
Patrick Sébastien, vars riktiga namn är Patrick Boutot, född 14 november 1953 i Brive-la-Gaillarde, är en imitatör, humorist, skådespelare, regissör, sångare, låtskrivare, poet, författare, producent - fransk tv underhållningsvärd och före detta rugbyklubbschef.